# Haleyville, Alabama
Haleyville là một thành phố thuộc quận Winston, tiểu bang Alabama, Hoa Kỳ. Dân số năm 2009 là 4068 người, mật độ đạt 189 người/km².